# Инцидент 31 марта

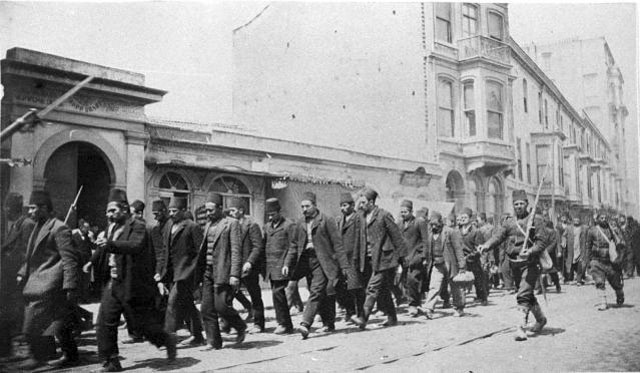
Арестованные сторонники султана

Инцидент 31 марта (тур. 31 Mart Vakası) — события в Османской империи, начавшиеся в результате отмены султаном Абдул-Хамидом II в 1909 году конституции страны.

## Предыстория
13 апреля 1909 года (по григорианскому календарю, или 31 марта 1325 года по действовавшему тогда в Османской империи румийскому календарю) восстали войска Стамбульского гарнизона и потребовали соблюдения законов шариата, высылки из страны руководителей младотурок и увольнения из армии сочувствующих им офицеров. Султан немедленно удовлетворил их требования.

## Действия младотурок

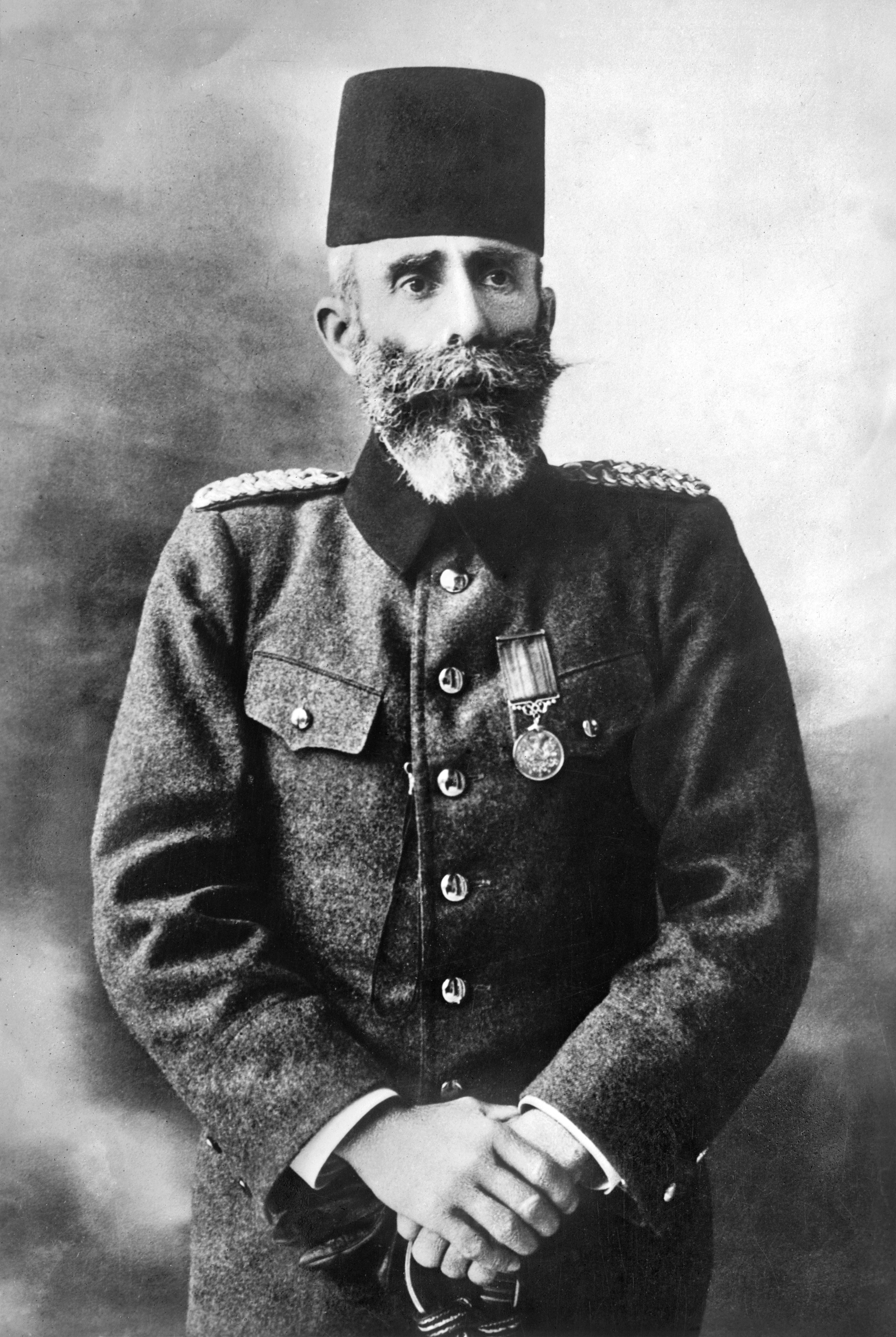
Махмуд Шевкет-паша

Лидеры младотурок на основе армейских корпусов, расквартированных в Салониках и Адрианополе, создали «Армию действия» численностью более 100 тысяч человек. В Салоники стекались многочисленные сторонники, готовые с оружием в руках бороться за восстановление конституции.
16 апреля 1909 года отряды «Армии действия» двинулись на Стамбул. Когда они подошли к столице, то на их сторону перешёл военно-морской флот, заблокировавший город с моря. «Армию действия» возглавил Махмуд Шевкет-паша.
23 апреля «Армия действия» двинулась на Стамбул, и в результате ожесточённых боёв 24-26 апреля взяла город под контроль. Многие мятежники были без суда и следствия повешены на уличных фонарях и деревьях, около десятка тысяч человек было сослано в отдалённые районы империи.

## Последствия
27 апреля состоялось совместное заседание сената и палаты депутатов, на котором была зачитана фетва шейх-уль-ислама о низложении султана Абдул-Хамида II и лишении его сана халифа. Новым султаном парламент назначил его брата, шехзаде Мехмеда Решада-эфенди, который стал править как султан Мехмед V.
В честь 74 солдат, погибших в боях с мятежниками, в 1911 году в Стамбуле был воздвигнут Монумент Свободы.